# Chemical Society Reviews
Chemical Society Reviews è una rivista scientifica bisettimanale peer-review pubblicata dalla Royal Society of Chemistry, per articoli di revisione su argomenti di interesse attuale in chimica. I suoi predecessori sono stati Quarterly Reviews, Chemical Society (1947–1971) e Royal Institute of Chemistry, Reviews (1968–1971); la rivista mantiene il suo attuale titolo dal 1971. L'attuale caporedattore (Chair of Editorial Board) è Douglas Stephan.
Chemical Society Reviews pubblica occasionalmente questioni tematiche su aree di ricerca nuove ed emergenti nelle scienze chimiche. Questi argomenti sono editati da un ospite che è uno specialista in quel campo. Dopo il 2005, Chemical Society Reviews ha pubblicato recensioni su argomenti di ampio interesse, definite recensioni di "interesse sociale", ad esempio sulla conservazione dell'arte, su scienza forense e sui carburanti per automezzi.

## Servizi d'indicizzazione e di abstract
La rivista viene riportata dalle seguenti basi di dati bibliografiche:
- PubMed
- MEDLINE

Chemical Society Reviews promulga "Tutorial reviews" e "Critical reviews". I primi sono scritti per essere rilevanti sia per il chimico di ricerca generale che è nuovo nel campo, sia per l'esperto, mentre gli ultimi mirano a fornire una comprensione più approfondita dell'argomento in discussione, ma mantengono la loro accessibilità attraverso un'introduzione scritta per il lettore generale.
Secondo il Journal Citation Reports, la rivista ha un impact factor di 40.182 nel 2017, classificandosi al secondo posto delle 155 riviste della categoria "Chimica, Multidiscipline".